# 阿斯加德山脈
阿斯加德山脈（英語：Asgard Range）是南極洲的山脈，位於維多利亞地，屬於橫貫南極山脈的一部分，長80公里、寬10公里，平均高度海拔高度1,700至1,900米，最高點海拔高度2,410米。
77°37′S 161°30′E / 77.617°S 161.500°E

## 外部連結
- 本条目引用的公有领域材料来自美国地质调查局的文档《阿斯加德山脈》 （資料來自地名信息系统）。